# Елена Константинополска
Вижте пояснителната страница за други личности с името Света Елена.
Флавия Юлия Елена (на латински: Flavia Iulia Helena), позната също като Света Елена, Елена Августа и Елена от Константинопол (250 – 330), е наложница (или може би съпруга) на римския император Констанций Хлор и майка на сина им император Константин I, наричан Константин Велики.
Традиционно се счита, че Елена е издирила къде е била Голготата в Ерусалим, наредила там да се извършат разкопки и открила Гроба господен и Светия кръст.

## Семеен живот
Около нея витаят много легенди. Според някои от тях е дъщеря на ханджия. Нейният син император Константин Велики преименува град Дрепанум, намиращ се в залива на Никомедия, на „Хеленополис“ в нейна чест, което довежда до по-късните интерпретации, че Дрепанум е неин роден град.
Констанций Хлор се развежда с нея (292), за да се ожени за Флавия Максимиана Теодора, доведената дъщеря на Максимиан. Когато нейният син Константин става император на Римската империя, Елена получава титлата августа.

## Живот на светица
Считана е от Православието и Римокатолицизма за светица, прочута със своето благочестие. Нейният празник като светица на Източноправославната църква се празнува заедно с този на нейния син на 21 май – празника на пресветите равноапостолни Константин и Елена. Нейният празник в Римокатолическата църква е на 18 август, а в Коптската православна църква е на 9 пашонс.
Евсевий описва подробностите около нейното поклонничество до Палестина и други източни провинции (но не и откриването на Светия Кръст). Тя е покровителка на археолозите.

## Открития на реликви
На 80-годишна възраст според някои източници Елена е изпратена начело на мисия за събиране на християнски реликви от нейния син император Константин I, който обявява Рим за християнски град. Елена пропътува повече от 1440 мили от Рим до Йерусалим. Градът все още се престроява след разрушаването му от предишния император Адриан, построил храм на Венера на мястото на гробницата на Исус в близост до Голготата.
Според легендата Елена влязла в храма заедно с епископ Макарий и избрала място, където да започнат разкопките, което довело до изкопаването на 3 кръста, включително Светия кръст и гвоздеите от разпятието. Елена напуска Йерусалим и източните провинции през 327, за да се завърне в Рим, като след нейното пътуване до Изтока Елена умира в присъствието на своя син Константин (Евсевий, Vita Constantine, 3.46). Някои от реликвите, които открива, са складирани в двореца ѝ в Рим, който по-късно е преправен в манастир „Санта Кроче“.
На деня на Света Елена и сина ѝ император Константин в някои места се танцува върху жарава (нестинарство). Според някои историци този обичай е свързан с езически ритуали, запазили се от времето на траките. Въпреки че нестинарите играят върху жаравата с икона на св. Елена и св. Константин, обичаят никога не е признат от църквата.

## В английския фолклор
Във Великобритания късна легенда, спомената от Хенри от Хънтингдън, но направена известна от Годфрид Монмутски, твърди, че Елена е дъщеря на краля на Британия Кол от Колчестър, който се съюзил с Констанций, за да избегне война между Британия и Рим. По-нататък Годфрид заявява, че тя била отгледана като кралица, тъй като нямала братя, които да наследят престола на Британия. Изворът на Монмутски и Хънтингтън може да е бил Созомен. Созомен обаче не твърди, че Елена е британка, макар че в Historia Ecclesiastica казва, че нейният син Константин I е приел християнството там. Няма други запазени доказателства, които да подкрепят тази легенда, което може да е така поради припознаване със света Елън, съпруга на късния император Магнус Максимус.
Поне 25 святи извора съществуват във Великобритания, които са посветени на света Елена или Елън. Тя е също така патронна светица на Колчестър и Абингдън.

## В белетристиката
Елена е главната героиня в Priestess of Avalon (2000), фентъзи роман от Марион Зимър Брадли и Даяна Л. Паксън. Дадено ѝ е името Ейлан и е представена като свещенослужителка в Авалон.
Елена е също така протагонистка в романа „Елена“ на Ивлин Уо.

## Допълнителни материали
- Decoding the Past – Relics of the Passion, документален филм от 2005 на History Channel